# 111 (NHS)
Pour les articles homonymes, voir 111 (homonymie).
Ne doit pas être confondu avec 112 (numéro d'appel d'urgence).
Mis en place en 2014, le 111 ou NHS 111 est un numéro d'appel du NHS (acronyme du « National Health Service », le système de santé au Royaume-Uni) destiné aux appels qui ne relèvent pas uniquement de l'urgence grave. Il est associé au 111 on line, un site en ligne qui est accessible via le site web dédié.

## Histoire
Lors de la création du 111, le NHS a déclaré dans son communiqué de presse que : « L'application offrira un mécanisme alternatif d'accès aux soins d'urgence intégrés et de connexion des patients aux cliniciens, et visera à réduire la pression sur le NHS pendant la période surchargée d'hiver et au-delà. »

## Fonctionnement
En cas d'urgence, les patients britanniques sont incités à contacter en premier lieu le 111, d' où ils peuvent consulter des aides en ligne afin de vérifier leurs symptômes. Ce service peut également inscrire les patients pour qu'ils soient examinés dans ses services locaux d'urgence ou dans un centre de traitement d'urgence, des services dentaires d'urgence, une pharmacie ou un autre service local plus approprié, ainsi que de lui faire parvenir une ambulance si l'état du patient est grave ou met sa vie en danger. Ce numéro permet aux patients d'obtenir plus facilement et plus rapidement les conseils ou les traitements dont ils ont besoin, que ce soit pour leur santé physique ou mentale.